# Joseph Anderwert

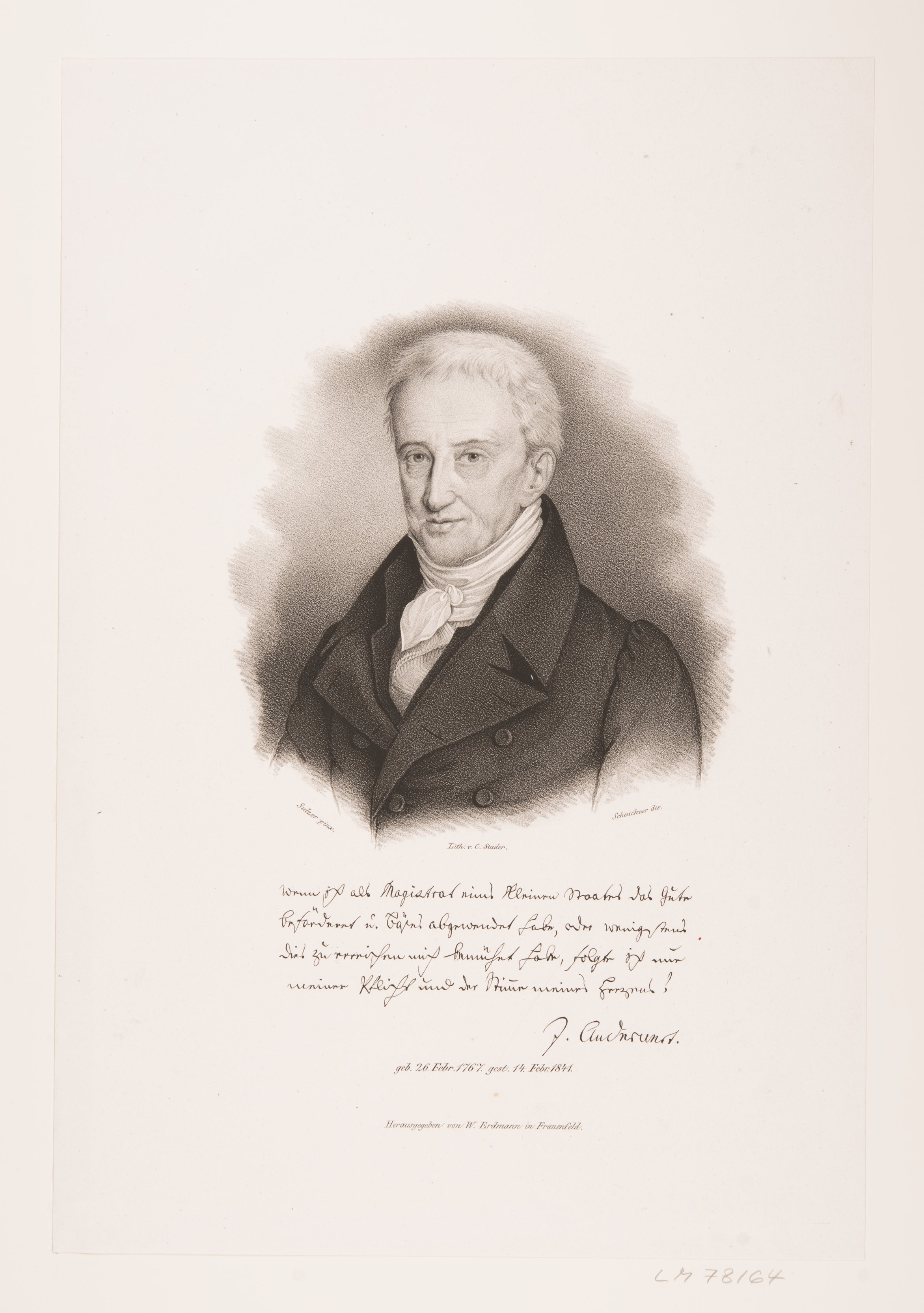
Joseph Anderwert (nach 1841)

Joseph Anderwert (* 26. Februar 1767 in Münsterlingen; † 14. Februar 1841 in Frauenfeld) war ein Schweizer Politiker.
Joseph Anderwert übernahm 1794 nach dem Tod seines Vaters (Johann Georg Anderwert) dessen Ämter als Oberamtmann des Klosters Münsterlingen und als Sekretär des Gerichtsherrenstands im Thurgau. 1798–1802 war er als Föderalist einflussreiches Mitglied helvetischer Räte (Grosser Rat, Gesetzgebender Rat, Tagsatzung und Senat). Ab 1803 war Anderwert Mitglied des Kleinen Rates (Regierungsrat) des Kantons Thurgau.